# Zaucie (osada młyńska)
Zaucie – dawna osada młyńska. Tereny, na których leżała, znajdują się obecnie na Białorusi, w obwodzie witebskim, w rejonie miorskim, w sielsowiecie Jazno.
Dawniej używane nazwy – Zaaucie.

## Historia
W czasach zaborów osada w gminie Jazno, w powiecie dzisieńskim, w guberni wileńskiej Imperium Rosyjskiego.
W latach 1921–1945 osada leżała w Polsce, w województwie wileńskim, w powiecie dziśnieńskim, w gminie Jazno.
Według Powszechnego Spisu Ludności z 1921 roku zamieszkiwały tu 23 osoby, 7 było wyznania rzymskokatolickiego, 8 prawosławnego a 8 mojżeszowego. Jednocześnie 14 mieszkańców zadeklarowało polską, 5 białoruską,  a 4 żydowską przynależność narodową. Były tu 3 budynki mieszkalne. W 1931 w 1 domu zamieszkiwały 3 osoby.
Wierni należeli do parafii rzymskokatolickiej i prawosławnej w Jaźnie. Miejscowość podlegała pod Sąd Grodzki w Dziśnie i Okręgowy w Wilnie; właściwy urząd pocztowy mieścił się w Jaźnie.